# Marco da Venezia
Padre Marco da Venezia, noto anche come frate Marco, D. Marco da Venezia o Marco veneziano (... – 1644 o 1664), è stato un pittore e monaco cristiano italiano, appartenente all'Ordine certosino.

## Biografia

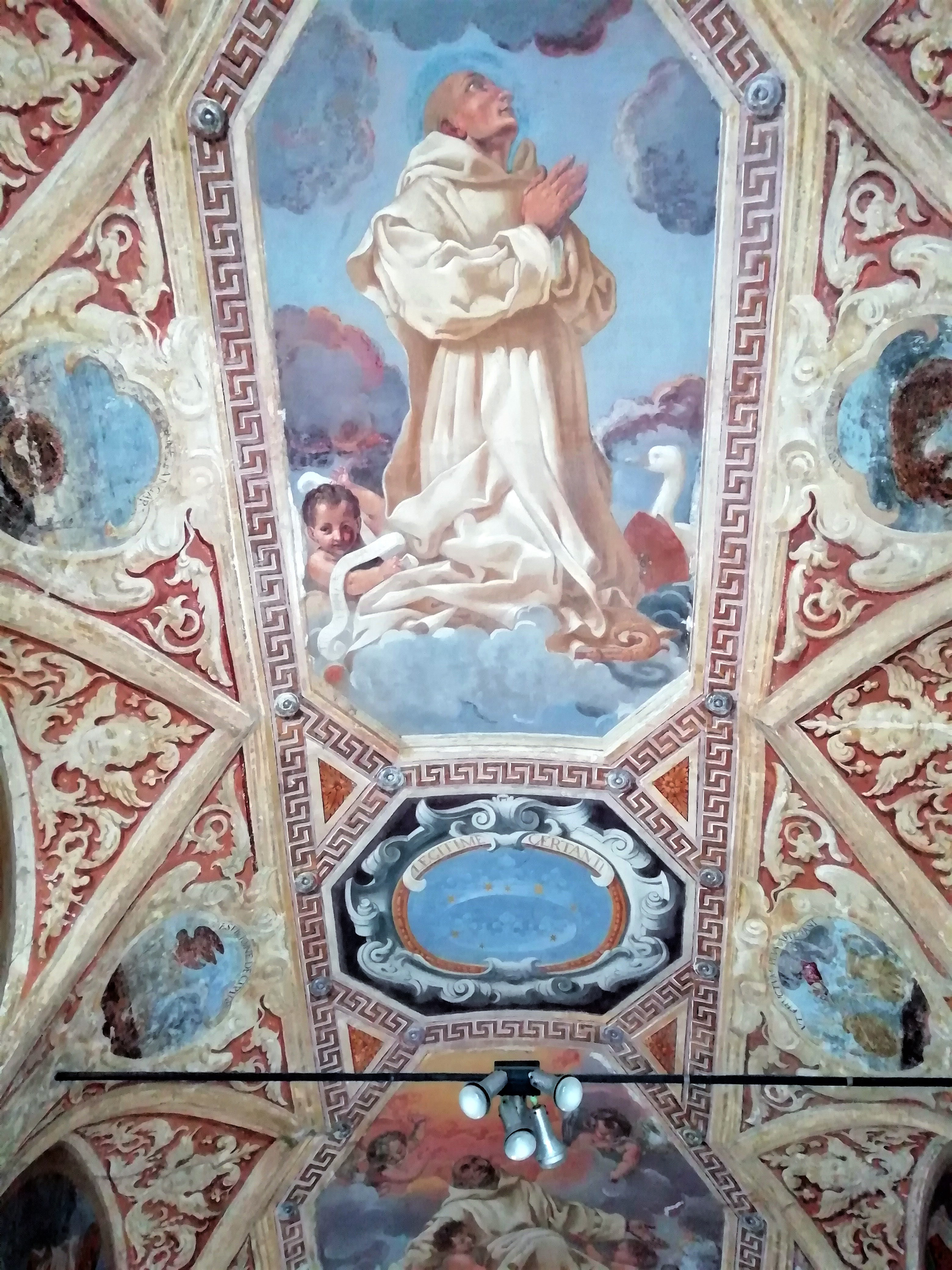
Ascesa alla Gloria celeste di sant'Ugo, con gli attributi del cigno e del pastorale. Corridoio dipinto della Certosa di Bologna

Di Marco da Venezia si hanno informazioni frammentarie e a volte contraddittorie. Citato come Pictor professus Domus Ferrarie, se ne hanno notizie dal 1613 al 1644.
Consacrato monaco, «emise la sua professione alla clausura a Bologna l'8 settembre 1613».
Alla Certosa di Bologna dipinse quattro beati certosini, conservati nel coro della chiesa di San Girolamo, e un ciclo di affreschi nel Corridoio dipinto, che collegava il Chiostro Grande delle celle al Chiostro del Capitolo e che veniva usato quotidianamente dai monaci per andare a pregare in chiesa al vespro e al mattutino.
Secondo alcune fonti, frate Marco si spense nel 1644, influenzando forse la scelta di Nunzio Rossi di raggiungere Bologna. Secondo altre fonti, si spense a Venezia il 22 gennaio 1664.

## Opere

### Il ciclo di affreschi del Corridoio dipinto
Nella Certosa di Bologna, all'iniziale sobrietà monastica si era sostituita, a partire dall'epoca di Niccolò Albergati, priore tra il 1407 e il 1417 e futuro vescovo di Bologna, una abbondanza decorativa e architettonica emblematica dell'importanza crescente della certosa nella cristianità.

Il Corridoio dipinto rivestiva anche una valenza simbolica per il monastero: costituiva il passaggio «tra l'eremo e il cenobbio», percorso dai certosini consacrati il giorno dell'entrata in clausura e dalle loro salme una volta terminata la vita, per essere sepolti anonimamente nel chiostro. Questo corridoio si era già arricchito di elementi plastici (un portale, capitelli e lunette) sotto l'impulso di Giovanni Battista Capponi, priore dal 1588 al 1613. Nel 1638, venne commissionato a frate Marco il ciclo di affreschi, che risultò 
Il ciclo di affreschi, dedicato agli episodi salienti della vita di san Bruno, si sviluppa narrativamente a partire dall'accesso al Chiostro Grande sulla parete di sinistra, e si divide in dodici stazioni, sormontate nelle lunette da elementi decorativi e figure di monaci insigni, mentre le lacune della volta ospitano l'Ascesa alla Gloria celeste di san Bruno, di sant'Anselmo e di sant'Ugo in abito certosino.
Il canonico Augusto Bastelli nel 1934 elenca tra i santi rappresentati nel ciclo di affreschi san Bruno, sant'Ugo, sant'Anselmo, san Silvano, san Jancellino, santo Stefano, san Liduino, san Gerrino, sant'Oddone e altri santi certosini.

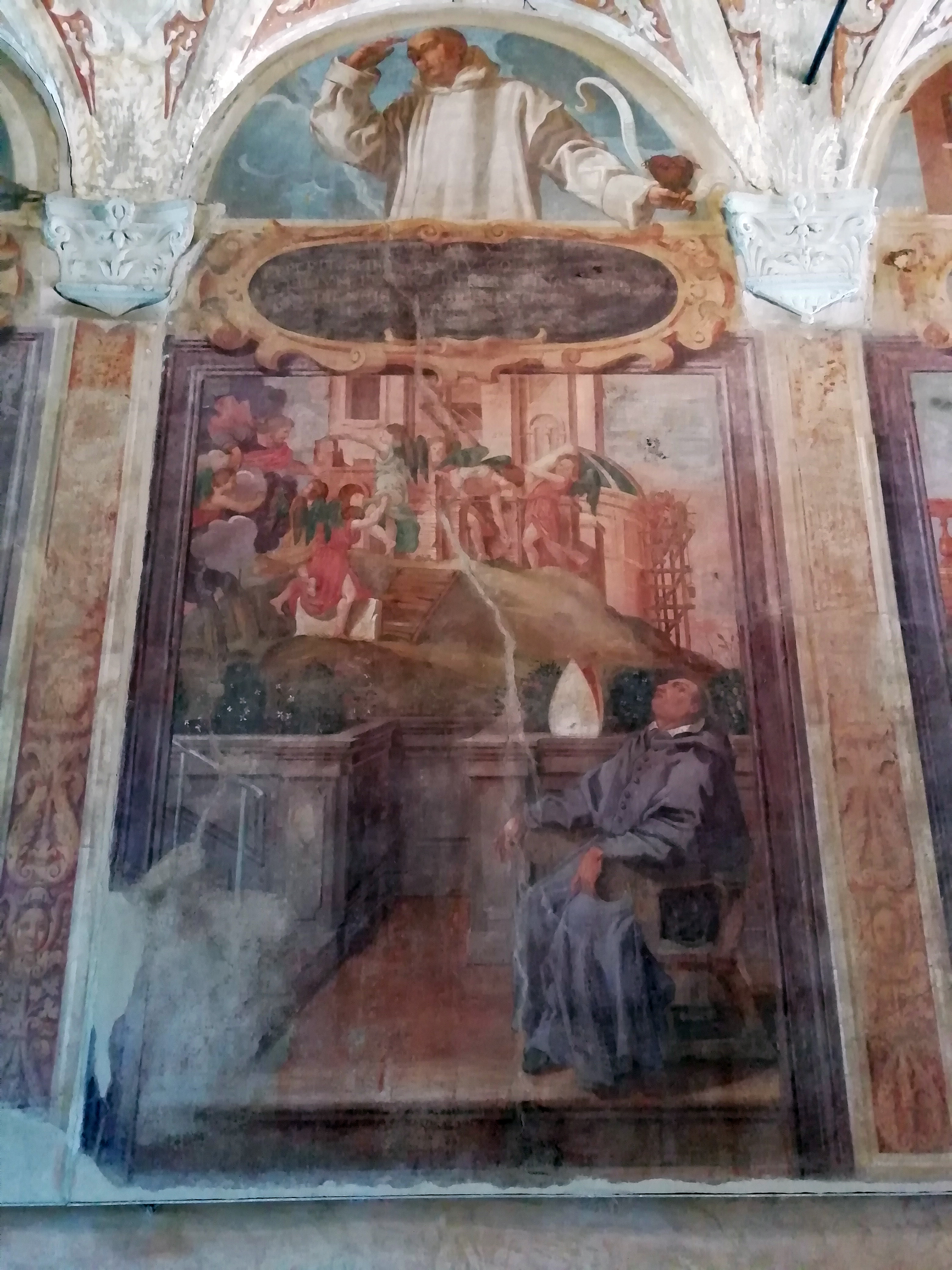
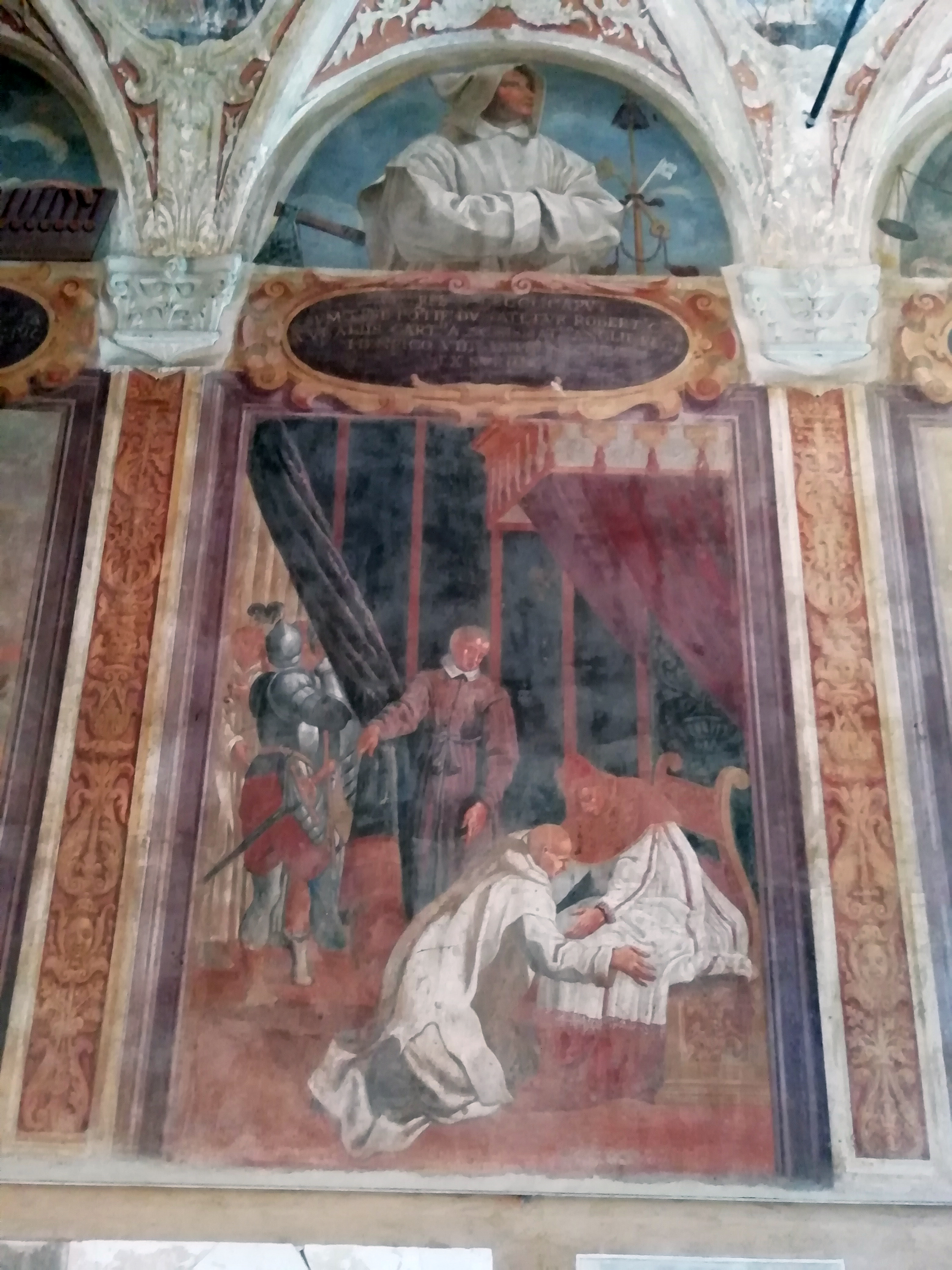
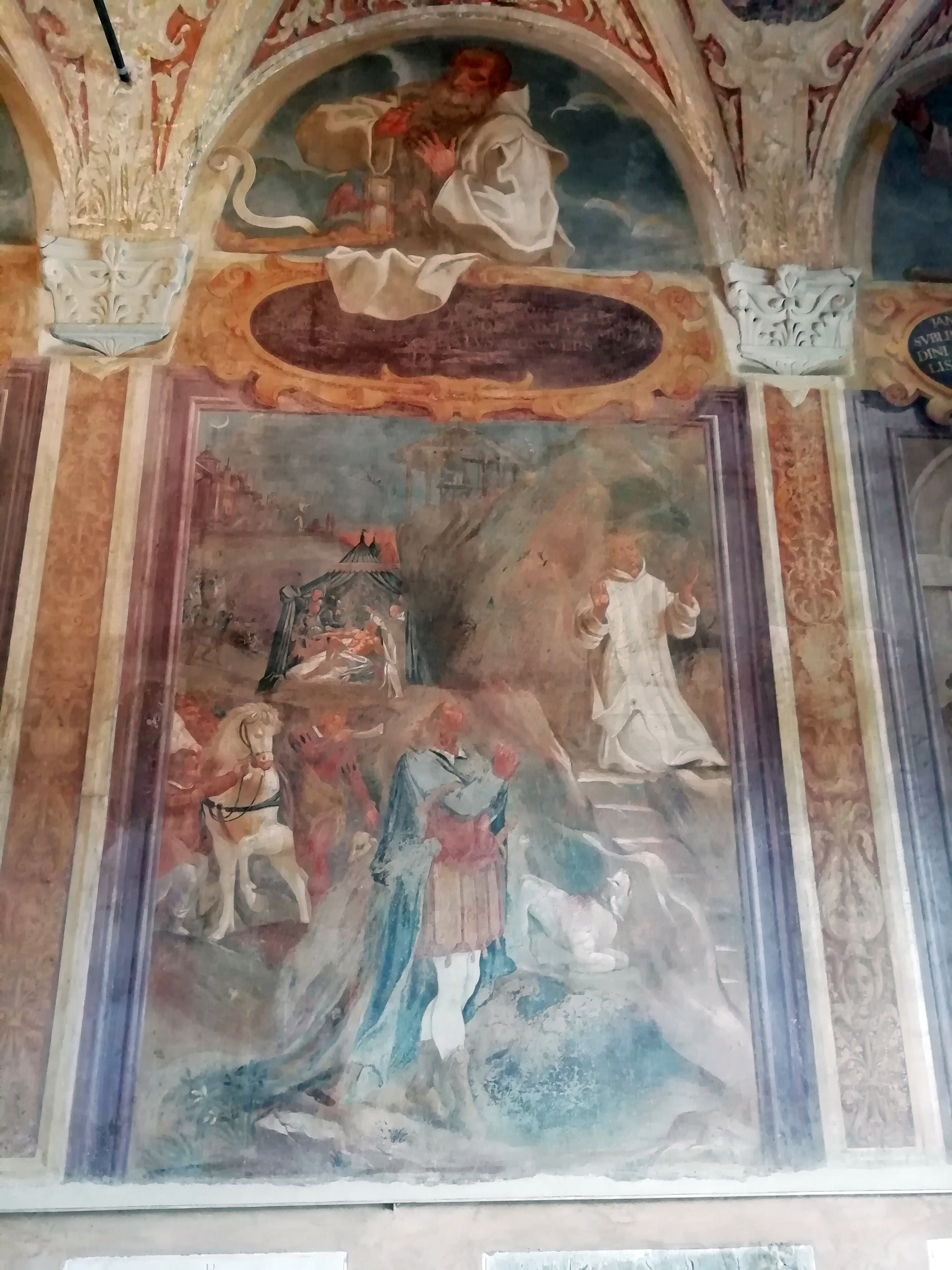
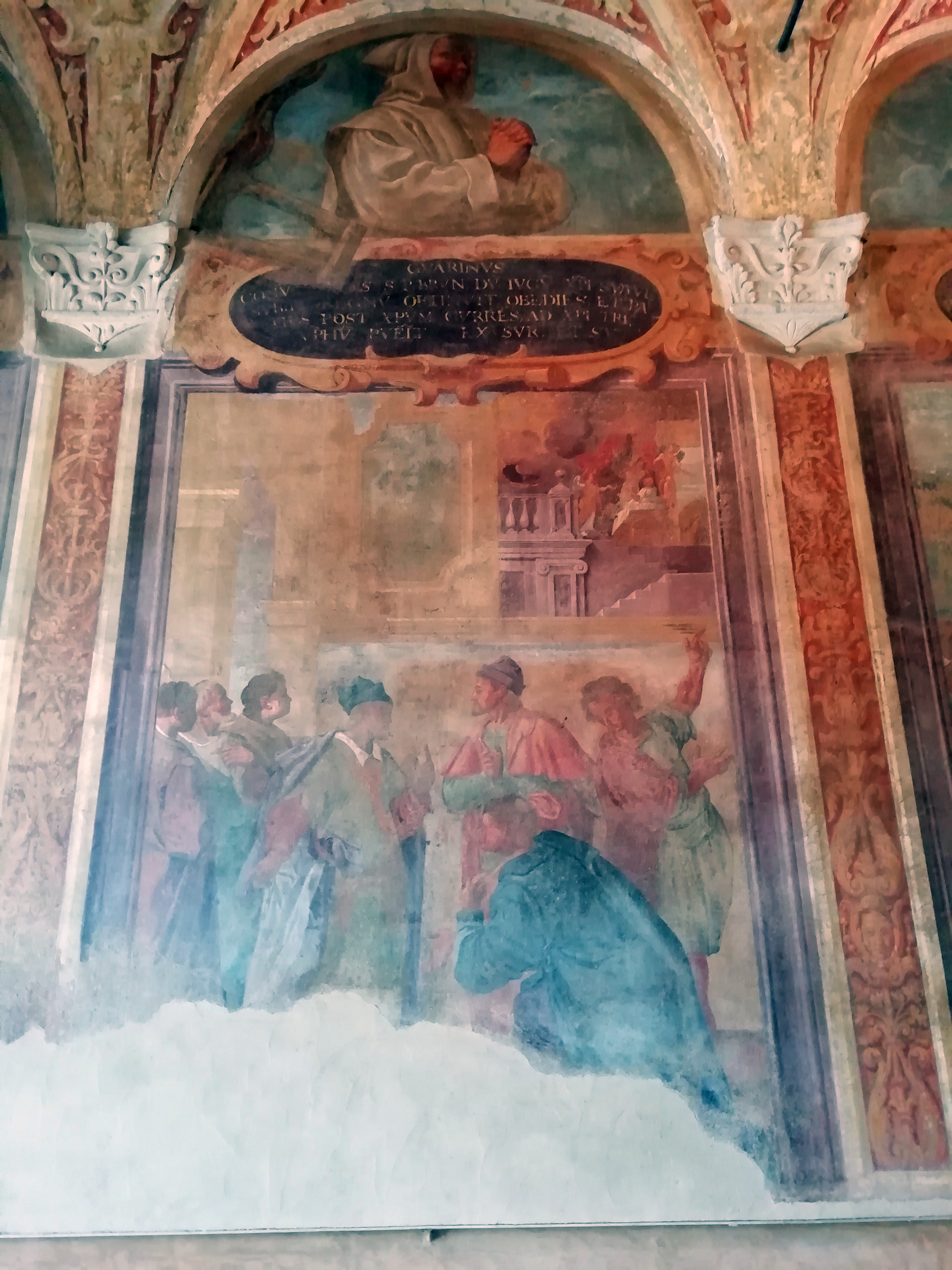